# 小行星2131
小行星2131（2131 Mayall）是一颗围绕太阳公转的小行星。1975年9月3日，阿諾德·克萊莫拉（Arnold Klemola）在汉密尔顿山发现了此天体。
該小行星以美國天文學家尼古拉斯·U·梅奧爾命名。
这颗小行星的绝对星等为38.44632403680458等。